# Paul McPhillips
Paul McPhillips (* 27. März 1971) ist ein ehemaliger schottischer Snookerspieler, der zwischen 1991 und 2001 mit einer Unterbrechung insgesamt neun Saisons auf der Profitour spielte. In dieser Zeit erreichte der zweifache Juniorenmeister und Finalist der schottischen Amateur-Meisterschaft 1990 zweimal das Achtelfinale eines Ranglistenturnieres, das Finale der Benson and Hedges Championship 1995 und Rang 59 der Snookerweltrangliste.

## Karriere
McPhillips, aus Glasgow kommend, machte erstmals auf sich aufmerksam, als er zunächst 1988 die schottische U19-Meisterschaft gewinnen konnte und dann ein Jahr später seinen Erfolg bei der britischen U19-Meisterschaft wiederholen konnte. Im selben Jahr versuchte er, sich über eine Teilnahme an der WPBSA Pro Ticket Series für die Profitour zu qualifizieren, doch er verlor bei dem einzigen Event, an dem er teilnahm, unter anderem nach einem Sieg über Jason Ferguson gegen Peter Lines im Viertelfinale. 1990 erreichte er das Finale der schottischen Snooker-Meisterschaft, unterlag aber mit 5:9 Alan McManus. Ein Jahr später unterlag er Graham Horne im Halbfinale der Scottish Open Championship. Nachdem zur Saison 1991/92 die Profitour für alle Spieler geöffnet worden war, wurde McPhillips noch 1991 Profispieler.
McPhillips Debütsaison verlief durchaus erfolgreich: Bei zwei Turnieren ohne Weltranglisteneinfluss, dem Pontins Autumn Professional und der Benson and Hedges Satellite Championship, erreichte er das Achtelfinale, weitaus wichtiger war aber, dass er sich bei zwei Ranglistenturnieren durch die umfangreiche Qualifikation spielen konnte und die Hauptrunde erreichte: während er bei den Welsh Open in der ersten Hauptrunde gegen Joe Johnson verlor, besiegte er beim Classic Ex-Weltmeister Johnson, schied dann aber gegen den amtierenden Weltmeister Stephen Hendry aus Schottland aus. Dadurch platzierte er sich auf Anhieb auf der Weltrangliste und belegte fortan Rang 91. Dadurch musste er in der nächsten Saison weitaus weniger Qualifikationsspiele bestreiten, sodass er sowohl bei den Welsh Open als auch bei den European Open die Hauptrunde sowie bei der Snookerweltmeisterschaft die äquivalente vorletzte Qualifikationsrunde erreichte, dort aber jeweils ausschied. Infolgedessen verbesserte er sich auf den 74. Platz. Auch in der Saison 1993/94 schaffte McPhillips den Einzug in eine finale Qualifikationsrunde oder sogar in die Hauptrunde; diesmal verlor er zwar bei den British Open noch in der ersten Hauptrunde, besiegte aber bei den Welsh Open innerhalb der Hauptrunde Dean Reynolds und Ronnie O’Sullivan, bevor er im Achtelfinale gegen den sechsfachen Weltmeister Steve Davis verlor. Dieser Erfolg führte für McPhillips auf der Weltrangliste zu einer Verbesserung auf Rang 59, der besten Platzierung seiner Karriere.
Während der nächsten beiden Spielzeiten konnte McPhillips sein Niveau in etwa halten und regelmäßig die erste Hauptrunde eines Ranglistenturnieres erreichen, ohne aber dort gewinnen zu können. Höhepunkt innerhalb dieser beiden Jahre war allerdings ein Turnier ohne Weltranglisteneinfluss, denn bei der Benson and Hedges Championship besiegte er unter anderem Mike Hallett, Quinten Hann und Robert Milkins, um zum ersten Male in seiner Profikarriere das Finale eines professionellen Turnieres zu erreichen. In diesem war er allerdings gegen Matthew Stevens über weite Teile des Spiels chancenlos und verlor mit 3:9. Wegen seiner konstanten Ergebnisse konnte er aber auch auf der Weltrangliste sein Niveau weitgehend halten; er verschlechterte sich nur marginal um wenige Plätze auf Rang 65. Anschließend konnte er aber in der Saison 1996/97 bei drei Hauptrundenteilnahmen die Runde der letzten 32 des Grand Prix und das Achtelfinale der British Open erreichen. Dennoch verschlechterte er sich auf der Weltrangliste bis auf Rang 74, wodurch er nach einer Regeländerung nicht mehr für die nächste Saison der Profitour direkt qualifiziert war: diese war nur noch 96 Spielern vorbehalten, alle anderen mussten auf der UK Tour spielen. McPhillips nahm, um sich für die Profitour-Saison zu qualifizieren, an der WPBSA Qualifying School teil, erreichte sein Ziel aber nicht. Im Laufe der UK-Tour-Saison erreichte er jedoch beim fünften Event das Viertelfinale und vor allem beim ersten Event das Finale des Turnieres, das er mit 6:5 gegen Michael Holt für sich entscheiden konnte. Am Ende der Saison belegte er den ersten Platz der Gesamtwertung, womit er wieder in die „erste“ Profitour aufstieg.
Doch McPhillips konnte nicht mehr an seine früheren Erfolge anknüpfen und verlor über die nächsten drei Spielzeiten hinweg fast alle Profispiele. Lediglich beim Grand Prix 2000 erreichte er eine Hauptrunde, ansonsten schied er stets in der Qualifikation aus. Auf der Weltrangliste belegte er 2001 lediglich Rang 114, was nicht für einen Verbleib auf der Profitour reichte. Somit verlor er nach insgesamt neun Profijahren endgültig seinen Profistatus. Zwar versuchte er, sich über die Challenge Tour 2001/02 wiederzuqualifizieren, doch nachdem dies misslang, unternahm er keine weiteren Versuche. Gut zehn Jahre später wurde er als ehemaliger schottischer Profispieler zur Scottish Professional Championship 2011 eingeladen, wo er nach einer erfolgreichen Qualifikation in der ersten Runde des Turnieres gegen Jamie Burnett verlor. Vier Jahre später qualifizierte er sich für die World Seniors Championship 2015 und schied nach einem Sieg über Joe Johnson im Viertelfinale gegen John Parrott aus. Bei der Ausgabe 2016 unterlag er in der dritten Qualifikationsrunde Dominic Dale. Noch im Jahr zuvor hatte er zusammen mit Craig MacGillivray das Viertelfinale der EBSA European Team Championship erreicht.

## Erfolge
| Ausgang         | Jahr | Turnier                           | Finalgegner     | Ergebnis |
| --------------- | ---- | --------------------------------- | --------------- | -------- |
| Amateurturniere |      |                                   |                 |          |
| Sieger          | 1988 | Schottische U19-Meisterschaft     | Alan Brown      | 5:0      |
| Sieger          | 1989 | Britische U19-Meisterschaft       | Kevin Young     | 3:0      |
| Zweiter         | 1990 | Schottische Snooker-Meisterschaft | Alan McManus    | 5:9      |
| Profiturniere   |      |                                   |                 |          |
| Zweiter         | 1995 | Benson and Hedges Championship    | Matthew Stevens | 3:9      |
| Sieger          | 1997 | UK Tour 1997/98 – Event 1         | Michael Holt    | 6:5      |